# Pomocná proměnná
Pomocná proměnná, případně z anglického temporary variable také dočasná proměnná, je označení proměnných pomocného charakteru a obvykle s velmi krátkým životním cyklem.
Z hlediska deklarace, oblasti platnosti a případně i způsobu přidělování paměti se obvykle jedná o lokální proměnné. Překladače často navíc takovým proměnným vzhledem k jejich charakteru ani nepřidělí žádnou operační paměť. Místo toho jim nakrátko přidělí jeden z procesorových registrů, takže je k nim přistupováno rychle a není zatěžována paměťová propustnost.
Za identifikátor pomocných proměnných je často konvenčně voleno anglické slovo temporary nebo jeho zkratky, temp a tmp. To ale může být v mnoha případech považováno za nevhodný postup. Je-li to možné, je i u pomocných proměnných jejich názvem vhodné jasně vyjádřit, k čemu slouží a co jejich hodnota reprezentuje.
Jednoduchým příkladem využití čistě pomocné proměnné je klasické řešení úlohy prohození hodnot. Následující program vymění hodnoty v proměnných a a b použitím pomocné proměnné temp:
```
 temp := a
 a := b
 b := temp
```